# Rogers Place
Rogers Place är en inomhusarena i den kanadensiska staden Edmonton i provinsen Alberta och har en publikkapacitet på mellan 18 641 och 20 734 åskådare beroende på arrangemang. Inomhusarenan började byggas den 3 mars 2014 och stod klar den 8 september 2016. Den ägs av staden Edmonton och underhålls av Oilers Entertainment Group. Den används primärt som hemmaarena för ishockeylagen Edmonton Oilers i National Hockey League (NHL) och Edmonton Oil Kings i Western Hockey League (WHL).